# Fizička organska hemija
Fizička organska hemija se bavi izučavanjem odnosa strukture i reaktivnosti organskih molekula. Ona izučava organsku hemiju koristeći oruđa fizičke hemije iz oblasti hemijska ravnoteža, hemijska kinetika, termohemija, i kvantna hemija. Smatra se da je termin "fizička organska hemija" uveo Luis Hamet, kao naslov svoje knjige iz 1940.
Dve glavne teme u fizičkoj organskoj hemiji su struktura i reaktivnost. Izučavanje strukture počinje od hemijskog vezivanja, sa posebnim naglaskom na stabilnost organskih molekula usled faktora kao što su sterno naprezanje i aromatičnost. Druge teme vezane za strukturu su stereohemija i konformaciona analiza. Supramolekulska struktura se takođe razmatra u pogledu intramolekulskih sila uključujući vodonično vezivanje. Kiselinska i bazna svojstva molekula se studiraju u pobledu strukture, koristeći rezonanciju i induktivne efekte, kao i primenom linearnih odnosa slobodne energije.

## Spoljašnje veze
- http://onlinelibrary.wiley.com/journal/10.1002/%28ISSN%291099-1395;jsessionid=9CB99A2B8965C1E7E4F7B1923B6AE671.d04t02. Недостаје или је празан параметар |title= (помоћ)]